# Phaneroptera darevskii
Phaneroptera darevskii är en insektsart som beskrevs av Bei-bienko 1966. Phaneroptera darevskii ingår i släktet Phaneroptera och familjen vårtbitare. Inga underarter finns listade i Catalogue of Life.